# Masny
 Masny  es una población y comuna francesa, en la región de Norte-Paso de Calais, departamento de Norte, en el distrito de Douai y cantón de Douai-Sud.
Su población municipal en 2007 era de 4 481 habitantes. Forma parte de la aglomeración urbana de Valenciennes.
Está integrada en la Communauté de communes Cœur d'Ostrevent.

## Demografía
| 623 | 674 | 816 | 850 | 907 | 874 | 916 | 829 | 870 | 925 | 951 | 1 017 | 1 089 | 1 094 | 1 042 | 1 077 | 1 150 | 1 220 | 1 331 | 1 465 | 1 442 | 2 280 | 2 325 | 2 803 | 2 827 | 3 692 | 4 158 | 4 554 | 4 303 | 4 485 | 4 688 | 4 571 | 4 481 |
| Para los censos de 1962 a 1999 la población legal corresponde a la población sin duplicidades (Fuente: INSEE [Consultar]) |     |     |     |     |     |     |     |     |     |     |       |       |       |       |       |       |       |       |       |       |       |       |       |       |       |       |       |       |       |       |       |       |